# 格陵蘭 (科羅拉多州)
格陵蘭（英語：Greenland）是位於美國科羅拉多州道格拉斯縣的一個非建制地區。該地的面積和人口皆未知。

## 地理
格陵蘭的座標為39°10′57″N 105°51′19″W / 39.18250°N 105.85528°W，而該地的平均海拔高度為2050米（即6726英尺）。